# Sophie Marceau
Sophie Marceau (IPA: [sɔfi maʁso]) eredeti nevén Sophie Danièle Sylvie Maupu (Párizs, 1966. november 17. –) César-díjas francia színésznő, filmrendező és modell. 
Tizenévesen a Házibuli (1980) és a Házibuli 2. – A házibuli folytatódik (1982) című filmekkel vált ismertté. Ennek köszönhetően 1983-ban elnyerte a  legígéretesebb fiatal színésznőnek járó César-díjat. Ezt követően olyan európai filmekben tűnt fel, mint A párizsi diáklány (1988), az Egy párizsi lány a Pacific peremén (1990), a Fanfan (1993) és a D’Artagnan lánya (1994).
Nemzetközi hírnevet A rettenthetetlen (1995), az  Anna Karenina (1997) és A világ nem elég (1999) című filmekkel szerzett.

## Gyerekkora
Édesapja, Benoît Maupu háborús veterán, akinek sokféle állása volt: kamionsofőr, szobafestő és pultos, míg édesanyja, Simone Morisset áruházi eladónő volt. Sophie szívesen emlékszik vissza békés gyermekkorára. Hétköznap általában kisegítőként étteremben dolgozott. A hétvégéket az Essonne folyónál töltötte a családjával La Cabane (Kunyhó) nevű nyaralójukban. Marceau – elmondása szerint – félénk és visszahúzódó gyerek volt, és mindig arról álmodott, hogy kamionsofőr lesz, édesapja nyomdokán. Iskolába járni szeretett, de tanulni nem, osztályzatai sem voltak túl jók, viszont kedvelte Molière írásait. Nagyon szerette az állatokat, testvérével kitett, elhagyott kutyákat és macskákat gondozott.

## Pályafutása
1980 februárjában Sophie hiába keresett, nem talált magának semmilyen munkát nyárra. Édesanyjával akadtak rá véletlenül egy magazin hirdetésére, amely reklámokhoz keresett tiniket. Marceau jelentkezett, és készült is néhány kép róla. Szerencséjére Françoise Menidrey épp szereplőket keresett Claude Pinoteau Házibuli című filmjéhez. Egy hónappal később be is hívták szereplőválogatásra, melyen édesapjával jelent meg. Az első válogatáson nagyon jól szerepelt, és a film rendezője Claude Pinoteau biztos volt abban, hogy neki fogja adni a főszerepet. A forgatás július 17-én kezdődött, és be is fejeződött a nyári szünet végére. A Gaumont Film Company javaslatára Sophie ekkor változtatta meg nevét a Maupu-ről Marceau-ra.

## Filmográfia

### Rendező és író
| Év   | Magyar cím             | Eredeti cím                           | Feladatkör | Feladatkör | Megjegyzések |
| Év   | Magyar cím             | Eredeti cím                           | Rendező    | Író        | Megjegyzések |
| ---- | ---------------------- | ------------------------------------- | ---------- | ---------- | ------------ |
| 1995 |                        | L'aube à l'envers                     | Igen       | Igen       | rövidfilm    |
| 2002 | Beszélj a szerelemről! | Parlez-moi d'amour                    | Igen       | Igen       |              |
| 2007 | A 401-es szoba titka   | La disparue de Deauville              | Igen       | Igen       |              |
| 2016 |                        | Sophie Marceau piège des paparazzis   | Igen       | Nem        | rövidfilm    |
| 2018 |                        | Madame Mills, une voisine si parfaite | Igen       | Igen       |              |

### Színész
| Év   | Magyar cím                               | Eredeti cím                              | Szerep                          | Magyar hang    | Rendező                |
| ---- | ---------------------------------------- | ---------------------------------------- | ------------------------------- | -------------- | ---------------------- |
| 1980 | Házibuli                                 | La Boum                                  | Vic Beretton                    | Balázsy Panna  | Claude Pinoteau (1.)   |
| 1982 | Házibuli 2. – A házibuli folytatódik     | La Boum 2                                | Vic Beretton                    | Kökényessy Ági | Claude Pinoteau (2.)   |
| 1984 | A Saganne erőd                           | Fort Saganne                             | Madeleine de Saint-Ilette       | Tóth Ildikó    | Alain Corneau          |
| 1984 | Kellemes húsvéti ünnepeket!              | Joyeuses Pâques                          | Julie                           | Götz Anna      | Georges Lautner        |
| 1985 | Eszelős szerelem                         | L'amour braque                           | Mary                            | Tóth Ildikó    | Andrzej Żuławski (1.)  |
| 1985 | Zsaruszerelem                            | Police                                   | Noria                           | Györgyi Anna   | Maurice Pialat         |
| 1986 | Pokolra szállás                          | Descente aux enfers                      | Lola Kolber                     |                | Francis Girod          |
| 1988 | A párizsi diáklány                       | L'Étudiante                              | Valentine Ezquerra              | Kökényessy Ági | Claude Pinoteau (3.)   |
| 1988 | Huhogók!                                 | Chouans!                                 | Céline                          | Tóth Enikő     | Philippe de Broca      |
| 1989 | Az éjszakáim szebbek, mint a nappalaitok | Mes nuits sont plus belles que vos jours | Blanche                         | Pap Vera       | Andrzej Żuławski (2.)  |
| 1990 | Egy párizsi lány a Pacific peremén       | Pacific Palisades                        | Bernardette                     | Hámori Eszter  | Bernard Schmitt        |
| 1991 | Levél Sachának                           | Pour Sacha                               | Laura                           | Madarász Éva   | Alexandre Arcady       |
| 1991 | A kék hang                               | La note bleue                            | Solange Sand                    | Balogh Erika   | Andrzej Żuławski (3.)  |
| 1993 | Fanfan                                   | Fanfan                                   | Fanfan                          | Kökényessy Ági | Alexandre Jardin       |
| 1994 | D'Artagnan lánya                         | La fille de d'Artagnan                   | Eloïse d'Artagnan               | Kökényessy Ági | Bertrand Tavernier     |
| 1995 | A rettenthetetlen                        | Braveheart                               | Izabella királyné               | Kökényessy Ági | Mel Gibson             |
| 1995 | Túl a felhőkön                           | 'Al di là delle nuvole                   | lány                            | Madarász Éva   | Michelangelo Antonioni |
| 1997 | Anna Karenina                            | Anna Karenina                            | Anna Karenina                   | Györgyi Anna   | Bernard Rose           |
| 1997 | Marquise                                 | Marquise                                 | Marquise du Parc                | Kökényessy Ági | Véra Belmont           |
| 1997 | Tűzfény                                  | Firelight                                | Élisabeth Laurier               | Götz Anna      | William Nicholson      |
| 1999 | Kutyába se veszlek (A veszett kutya)     | Lost & Found                             | Lila Dubois                     | Kökényessy Ági | Jeff Pollack           |
| 1999 | Szentivánéji álom                        | A Midsummer Night's Dream                | Hippolüté                       | Kökényessy Ági | Michael Hoffman        |
| 1999 | A világ nem elég                         | The World Is Not Enough                  | Elektra King                    | Kökényessy Ági | Michael Apted          |
| 2000 | Hűség                                    | La fidélité                              | Clélia                          | Kiss Virág     | Andrzej Żuławski (4.)  |
| 2001 | Belphégor – A Louvre fantomja            | Belphégor – Le fantôme du Louvre         | Lisa                            | Huszárik Kata  | Jean-Paul Salomé (1.)  |
| 2001 | Belphégor – A Louvre fantomja            | Belphégor – Le fantôme du Louvre         | Lisa                            | Kökényessy Ági | Jean-Paul Salomé (1.)  |
| 2003 | Alex és Emma – Regény az életünk         | Alex & Emma                              | Polina Delacroix                | Kökényessy Ági | Rob Reiner             |
| 2003 | Maradok!                                 | I'm Staying!                             | Marie-Dominique Delpire         | Balázs Ági     | Diane Kurys            |
| 2003 |                                          | Les clefs de bagnole                     | La clapman                      |                | Laurent Baffie         |
| 2004 | Este találkozunk!                        | À ce soir                                | Nelly                           | Györgyi Anna   | Laure Duthilleul       |
| 2005 | Anthony Zimmer                           | Anthony Zimmer                           | Chiara Manzoni                  | Pálfi Kata     | Jérôme Salle           |
| 2007 | A 401-es szoba titka                     | La disparue de Deauville                 | Lucie / Victoria                | Kökényessy Ági | Sophie Marceau (1.)    |
| 2008 | Kémnők                                   | Les femmes de l'ombre                    | Louise Desfontaines             | Kökényessy Ági | Jean-Paul Salomé (2.)  |
| 2008 | Zűrös kamaszok                           | LOL (Laughing Out Loud)                  | Anne                            | Kökényessy Ági | Lisa Azuelos (1.)      |
| 2008 | Zűrös kamaszok                           | LOL (Laughing Out Loud)                  | Anne                            | Kováts Adél    | Lisa Azuelos (1.)      |
| 2008 | Gyerekek vagy egyebek                    | De l'autre côté du lit                   | Ariane Marciac                  | Kökényessy Ági | Pascale Pouzadoux      |
| 2009 | Ne nézz vissza!                          | Ne te retourne pas                       | Jeanne No. 1                    | Kökényessy Ági | Marina de Van          |
| 2009 | Cartagena                                | L'homme de chevet                        | Muriel                          | Kováts Adél    | Alain Monne            |
| 2010 | Édes én                                  | L'âge de raison                          | Marguerite alias Margaret Flore |                | Yann Samuell           |
| 2012 | A boldogság sosem jár egyedül            | Un bonheur n'arrive jamais seul          | Charlotte                       | Kökényessy Ági | James Huth             |
| 2013 |                                          | Arrêtez-moi                              | La coupable                     |                | Jean-Paul Lilienfeld   |
| 2014 | Elemi szerelem                           | Une rencontre                            | Elsa                            | Schell Judit   | Lisa Azuelos (2.)      |
| 2014 | Szex, szerelem, terápia                  | Tu veux ou tu veux pas                   | Judith Chabrier                 | Schell Judit   | Tonie Marshall         |
| 2015 | Rabságban                                | La Taularde                              | Mathilde Leroy                  |                | Audrey Estrougo        |
| 2015 |                                          | Une histoire d'ame                       | Viktoria                        |                | Bénédicte Acolas       |
| 2018 |                                          | Madame Mills, une voisine si parfaite    | Helene                          |                | Sophie Marceau (2.)    |
| 2021 | Minden rendben ment                      | Tout s'est bien passé                    | Emmanuèle                       |                | François Ozon          |
| 2021 |                                          | The Curse of Turandot                    | királynő                        |                | Zheng Xiaolong         |
| 2022 |                                          | I Love America                           | Lisa                            |                | Lisa Azuelos (3.)      |
| 2022 |                                          | Une femme de notre temps                 | Juliane                         |                | Jean-Paul Civeyrac     |

## Művei
- La Menteuse (1996)

### Magyarul
- Apró hazugságok; ford. Csaba Emese; ArtNexus Kft., Bp., 2003